# Andreas Frederik Høst
Andreas Frederik Høst (20. marts 1811 i København – 8. april 1897 sammesteds) var en dansk boghandler og forlægger.

## Liv og gerning
Høst blev født i København som søn af Johannes Nicolai Høst (1780–1854). Han var oprindelig bestemt til at studere, men kom i 1826 i lære i Chr. Steens Boghandel, og allerede 15. april 1836 etablerede han sig selv som boghandler.
Efterhånden udviklede han en betragtelig forlagsvirksomhed. Han var bl.a. H.C. Ørsteds forlægger, og i 1844 købte han for 10 år forlagsretten til Adam Oehlenschlägers skrifter. Særlig vigtigt var hans arbejde for at tilvejebringe en lignende forbindelse med den franske boghandel, som der allerede eksisterede med den tyske; han var Dépositaire général du cercle de la librairie
i Paris.
I 1837 var han en af de ni grundlæggere af Den danske Boghandlerforening, som han var formand for i næsten 30 år (1855–1867 og igen 1870–1887); i 1881 blev han æresmedlem af den.
I 1842 blev han universitetsboghandler og i 1856 gav han impulsen til De danske Boghandleres Hjælpekasse, for hvilken han senere var direktør.
Han spillede på mange måder en rolle i den danske boghandel, men også uden for den var han virksom. 1835–1849 var han løjtnant i det borgerlige infanteri og 1840–1845 kasserer for Industriforeningen. I 1852 blev han kancelliråd, i 1860 Ridder af Dannebrog, i 1879 justitsråd og i 1890 etatsråd. Høst var frimurer.
I 1873 optog han sin søn Christian Høst (4. april 1847 – 25. februar 1900) som partner i firmaet Andr. Fred. Høst & Søn, der i 1882 helt blev overtaget af sønnen. Firmaet eksisterer i dag som forlaget Høst & Søn A/S.

## Ægteskab
Den 8. oktober 1839 giftede han sig med Hansine Muusfeldt (24. marts 1821 – 15. oktober 1850), datter af gæstgiver Peter Christian Muusfeldt og Ane Marie, født Sommersted.

## Gravsted
Han er begravet på Garnisons Kirkegård. 
Der findes malerier af Just Holm 1854 (familieeje), David Monies 1867, Carl Bloch (Frimurerlogen) og Otto Bache 1882 (familieeje). Litografier fra I.W. Tegner & Kittendorff 1857 (efter Holms Maleri), 1869 og af Julius Rosenbaum 1882. Træsnit 1876. Usigneret tegning, tidl. i bogladen (formentlig af Boulanger) efter fotografi.